# Kościół Najświętszej Maryi Panny Królowej Polski i św. Augustyna w Sukowie
Kościół NMP Królowej Polski i Św. Augustyna w Sukowie – zabytkowy rzymskokatolicki kościół, znajdujący się w województwie świętokrzyskim, w powiecie kieleckim, w gminie Daleszyce. Kościół oraz plebania z 1918 roku zostały wpisane do rejestru zabytków nieruchomych województwa świętokrzyskiego.

## Historia
W parafii powołanej w 1918 roku funkcjonowała kaplica mszalna pw. św. Augustyna biskupa, która w 1929 roku spłonęła. Nowy kościół został wybudowany w  latach 1930–1936, według projektu Jana Sas-Zubrzyckiego. Podczas II wojny światowej mury i dach uległy częściowemu zniszczeniu. Budynek konsekrował 28 lipca 1964 roku biskup kielecki Jan Jaroszewicz. Kościół był odnowiony i konserwowany w latach 1993–1994.

## Architektura
Budynek, murowany z łomów zlepieńca krzemiankowo-żelazistego, licowany cegłą paloną i ciosami czerwonego piaskowca. Świątynia wybudowana w stylu eklektycznym, orientowana, trójnawowa, bazylikowa z jedną wieżą w fasadzie i sygnaturką. Wieża nakryta jest hełmem z arkadową, ośmiokątną latarnią. Nawa główna i nawy boczne są dwuprzęsłowe, prezbiterium jest jednoprzęsłowe zamknięte apsydą. W miejscu transeptu znajdują się dwie kaplice nakryte kopułą. Na przedłużeniu naw bocznych znajduje się zakrystia i kruchta. W otynkowanym wnętrzu zastosowano detale z popielatoszarego, szlifowanego wapienia. Witraże wykonano według projektu Jerzego Jaworskiego w pracowni A. J. Zarzyckich w Krakowie.

## Galeria zdjęć

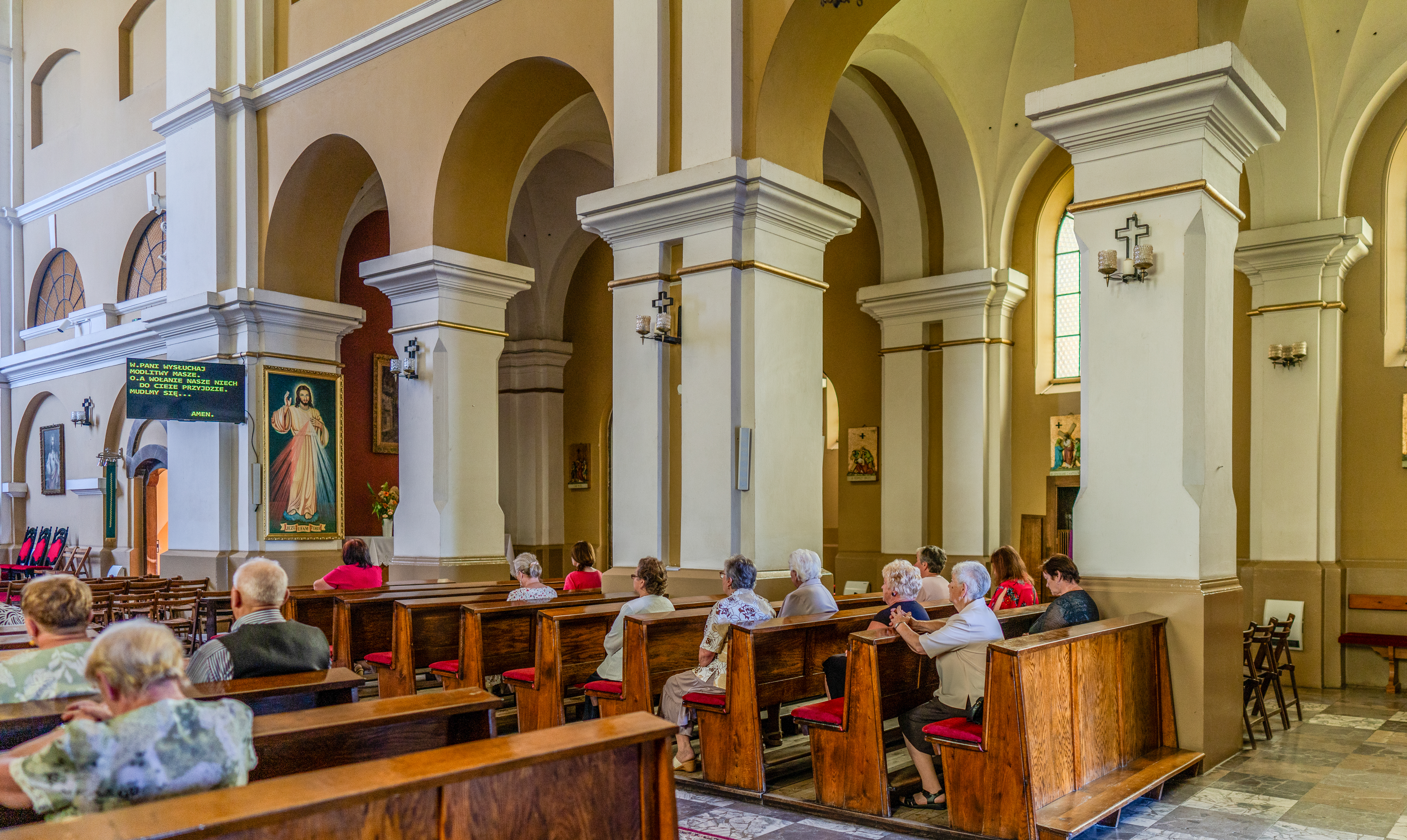
Wnętrze
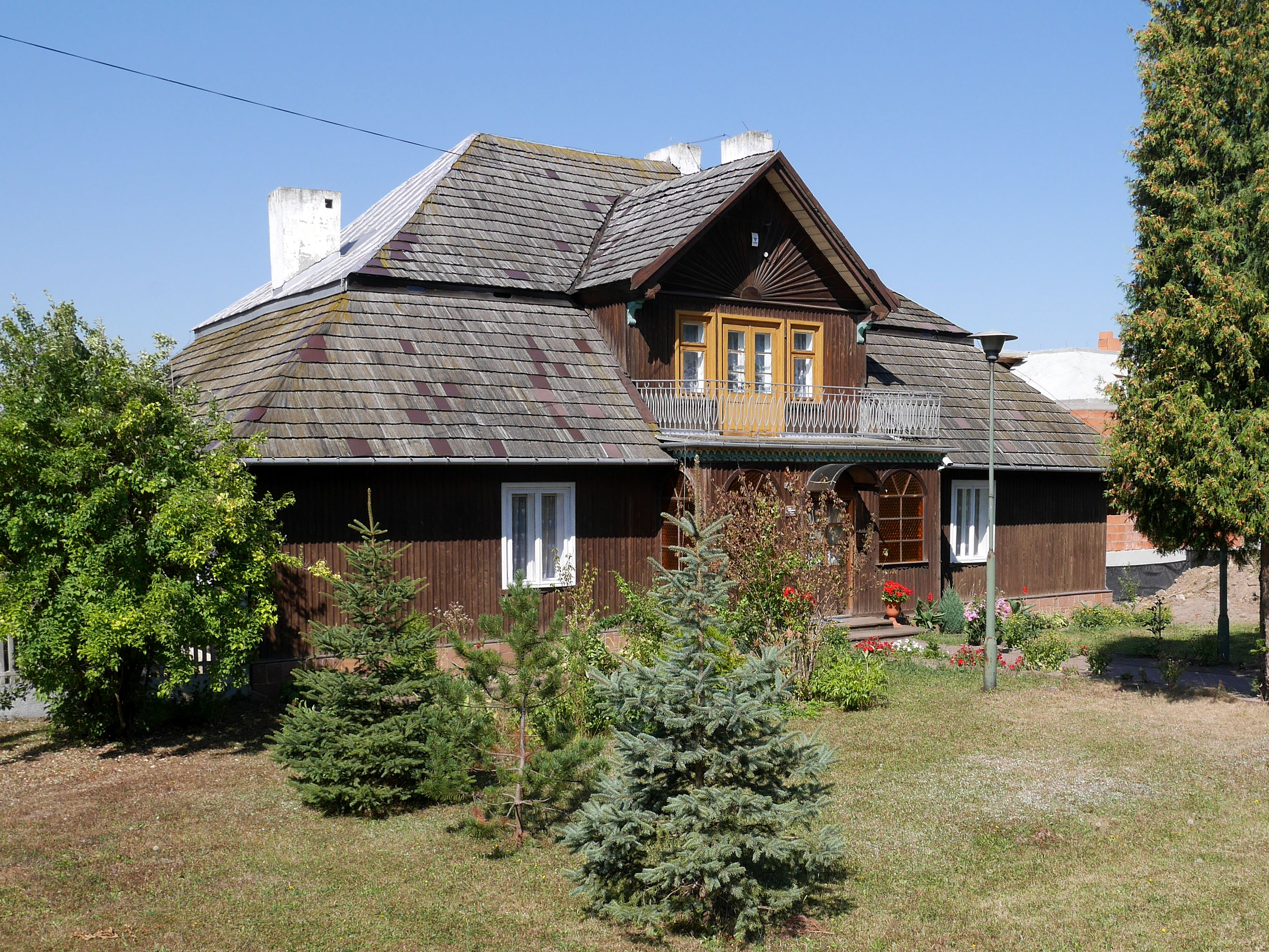
Zabytkowa plebania w Sukowie
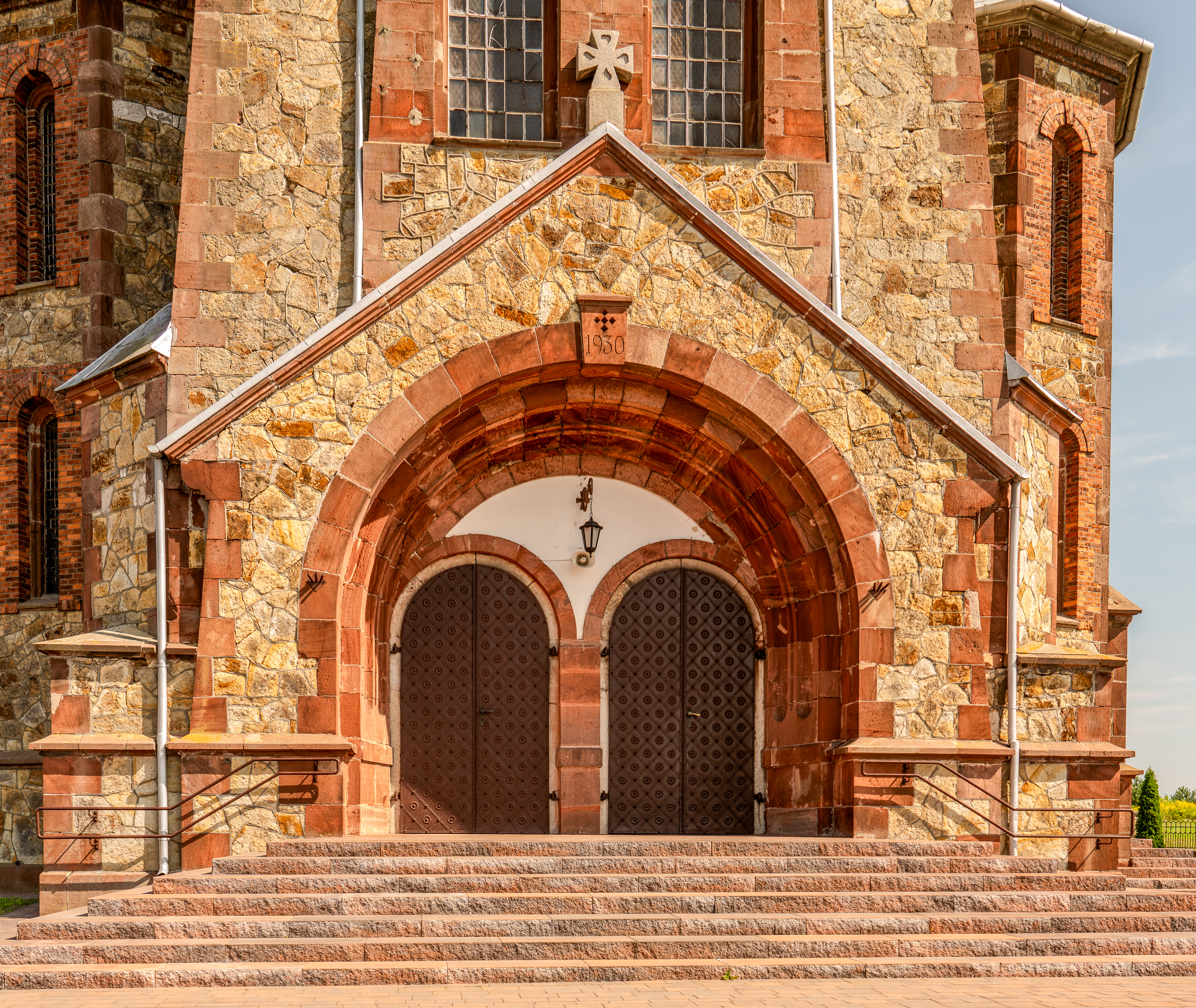
Portal